# María Teresa Linares
María Teresa Linares Savio (La Habana, 14 de agosto de 1920-Ib., 26 de enero de 2021) fue una musicóloga, investigadora y pedagoga cubana.

## Trayectoria
Linares nació el 14 de agosto de 1920 en La Habana, Cuba. Se licenció en Literatura y Lengua Hispánica con especialidad en Estudios Cubanos. Obtuvo el título de doctora honoris causa en Ciencias del arte.
Se casó con el también musicólogo Argeliers León, con quien entre 1948 y 1956 realizó trabajos de campo para recoger información, cantos y toques de antecedente hispano y africano en Cuba. Formó parte de la Sociedad Coral de La Habana. En su faceta de musicóloga, destacó por su libro La música y el pueblo (1974).
Se enfocó en rescatar y popularizar ritmos populares cubanos con la Empresa de Grabaciones y Ediciones Musicales, EGREM con producciones como Viejos cantos afrocubanos, Canciones hispano cubano o La canción cubana tradicional. Junto con el EGREM, fue la creadora de la primera Antología de Música Afrocubana, una serie discográfica compuesta de nueve volúmenes, además de la encargada de redactar los textos de dos de ellos: Viejos cantos afrocubanos, volumen I y Oru de Igbodu, volumen II. Linares también se encargó de compilar la obra musical de artistas cubanos como Benny Moré, Sindo Garay, el Trío Matamoros, María Teresa Vera, Ñico Saquito, Celina González o Bola de Nieve, entre otros.
Durante los años sesenta impartió seminarios en el Gran Teatro de La Habana y cursos en el Conservatorio Alejandro García Caturla. También desarrolló su labor docente en los conservatorios de música Alejandro García Caturla y Amadeo Roldán y como profesora de la Escuela de Verano de la Universidad de La Habana. Además ha sido divulgadora de la música tradicional cubana tanto en su país como en decenas de países de Europa, África y América. También fue la autora de artículos y ensayos para revistas tanto cubanas como extranjeras, como Nuestro Tiempo, Pro Arte Musical, Boletín Música de Casa de las Américas y Catauro.
Trabajó también en el Instituto de Etnología y Folklore de la Academia de Ciencias de Cuba. En 1974 se convirtió en asesora y productora para la EGREM. Fue presidenta de la sección de musicología de la Asociación de Músicos de la Unión de Escritores y Artistas de Cuba, vicepresidenta de la Fundación Fernando Ortiz y la fundadora del Instituto de Etnología y Folklore de la Academia de Ciencias. Además, entre 1984 y 1997 fue la directora del Museo Nacional de la Música y durante esos años.

## Reconocimientos
En 1958, Linares obtuvo el Premio María Teresa García Montes de Giberga por su ensayo Influencia española en la música cubana. En 1999 fue la ganadora del Premio Nacional de Investigaciones Culturales y un año más tarde fue reconocida con el Premio Internacional Fernando Ortiz. En 2006 obtuvo el Premio Nacional de Música.
Además, por su labor docente e investigadora sobre la cultura cubana, Linares fue reconocida con otras distinciones como la Orden Frank País, la Orden Juan Marinello, la Orden Romárico Cordero, la Distinción por la Cultura Nacional, la Distinción Antero Regalado, la Medalla Alejo Carpentier, el Premio Nacional de Investigación de la Cultura por su obra de vida. También ostenta la Orden Félix Varela, la máxima condecoración otorgada por el Consejo de Estado de la República de Cuba. También fue nombrada Miembro de Mérito de la Unión de Escritores y Artistas de Cuba así como investigadora Titular Emérita de la Academia de Ciencias de Cuba.

## Obra
- Ensayo sobre la influencia española en la música cubana,
- 1970, Introducción a Cuba: La música popular, Instituto del Libro, Editorial Ciencias Sociales.
- 1974, La Música y el pueblo, Editorial Pueblo y Educación.
- 1998, La Música entre Cuba y España: la ida y la vuelta. ISBN: 978-84-8048-255-4.[7]
- 1999, El punto cubano, Editorial Oriente.[8]